# Incidental
Incidental è l'ultimo singolo della band e il secondo estratto dal loro ultimo album, We Are Undone.

## Il singolo
Il singolo, venne rilasciato il 3 marzo 2015, successivamente all'uscita del disco.

## Contenuto e video
La canzone parla di come, nella società moderna, molte persone si trovino a disagio nel proprio corpo e di come, conseguentemente, abbiano un disperato bisogno di cambiare. Questa necessità non è dovuta unicamente da varie forme di conflitto interiore ma anche dalla società stessa che, con i suoi ideali di bellezza, costringe le persone a omologarsi a degli standard dal momento che non si trovano belle o che capiscono di non esserlo abbastanza.
Il video è stato realizzato totalmente con la tecnica dello stop-motion. Vogel e Stephens, sotto forma di piccoli pupazzi con maschere da scheletro, suonano accompagnando la storia di un uomo che cammina in direzione contraria rispetto al resto della massa. Egli, ostinatamente, decide di andare verso il mare pur dovendo affrontare un forte vento che rende il suo viaggio molto faticoso e duro. Una volta arrivato sulla spiaggia, dopo un indefinito processo di metamorfosi, si trasforma in donna fermandosi a guardare il sole scomparire dietro al mare.

## Formazione
Gruppo
- Adam Stephens - voce, chitarra, armonica a bocca
- Tyson Vogel - cori, batteria

Produzione
- Kangmin Kim - produzione, editing
- Alexander Safdie - produzione, editing